# Pan-STARRS
| LINEAR NEAT Spacewatch LONEOS | CSS Pan-STARRS NEOWISE Altri |

Oggetti NEO rilevati da indagini dedicate:

Pan-STARRS (Panoramic Survey Telescope & Rapid Response System) è un sistema esplorativo astronomico costituito da telescopi e fotocamere ad ampio campo per la rilevazione di corpi celesti, sviluppato e gestito dall'università delle Hawaii e situato presso l'osservatorio di Haleakalā, sull'omonimo vulcano e parco nazionale nell'isola di Maui, arcipelago delle Hawaii. Combinando piccoli specchi con avanzate fotocamere digitali ed accurati sistemi di elaborazione astrometrica e fotometrica consente di osservare l'intera volta celeste più volte in un mese rilevando così, sulla base delle precedenti osservazioni, oggetti in movimento quali asteroidi e comete sino ad una magnitudine apparente m ~ 24 le cui orbite possono causare eventi da impatto. L'indagine Pan-STARRS NEO vaglia la volta celeste a nord della declinazione -47.5°.
La periodicità delle osservazioni, la capacità di mappare ampie aree di cielo e di trovare oggetti variabili ed in movimento, oltre ad una notevole sensibilità degli strumenti, consentono di effettuare studi astronomici spazianti tra l'astronomia del sistema solare e la cosmologia.

Asteroidi vicini alla Terra (NEA) di diametro superiore a 1 km rilevati dalle indagini osservative tra il 1995 e aprile 2024

Il progetto è sostenuto finanziariamente da una collaborazione tra diverse strutture, tra cui: l'istituto per l'astronomia delle Hawaii, il MIT, i laboratori Lincoln, l'MHPCC, ed il SAIC (Science Application International Corporation). La costruzione del telescopio PS1 è stata finanziata in parte dall'United States Air Force.

## Caratteristiche del progetto

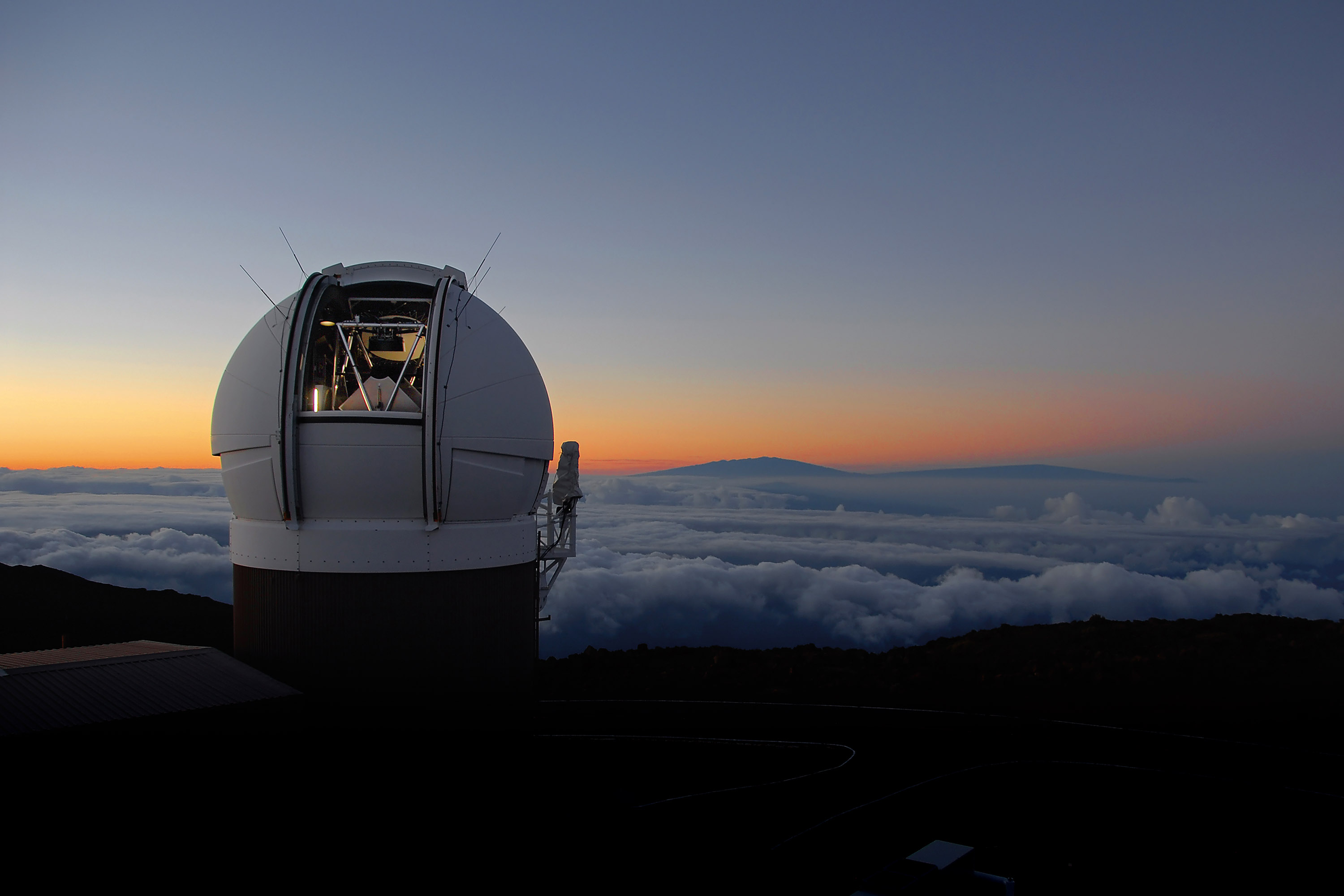
Cupola in cui è alloggiato Pan-STARRS sul monte Haleakalā

Il progetto originario consta di due sistemi ottici individuali (PS1/PS2), ciascuno con uno specchio di tipo Ritchey-Chrétien con diametro di 1,8 metri che dovrebbero osservare contemporaneamente una medesima porzione della volta celeste. Ogni specchio ha un campo visivo di 3° ed è dotato di una fotocamera CCD da 1,4 miliardi di pixel. La volta celeste viene osservata per 3 volte ogni ciclo lunare. La scelta di costruire più specchi di dimensioni ridotte ha consentito un minore costo e tempi ridotti di costruzione. Pan-STARRS 2 (PS2) è stato costruito adiacente a PS1 e sarebbe dovuto entrare in funzione in autunno 2017.
I dati grezzi del PS1 confluiscono al centro di ricerca dello STScI per essere successivamente elaborati e diffusi al pubblico.
L'ampio campo visivo del telescopio ed il ridotto tempo di esposizione consentono di esaminare circa 6000 gradi quadrati di cielo ogni notte. Poiché l'intera volta celeste è di 41253.0 gradi quadrati, dei quali 30.000 sono visibili dalle Hawaii, l'intera volta celeste può essere campionata in un periodo di 40 ore (4 notti). Non potendo effettuare osservazioni in notti di luna piena, la sfera celeste può essere esaminata quattro volte in un mese.

### La più grande indagine astronomica di sempre
I dati delle survey Pan-STARRS1 consentono a chiunque di accedere a milioni di immagini e utilizzare il database e i cataloghi contenenti misurazioni precise di miliardi di stelle e galassie. Dal 2010, anno in cui l'osservatorio ha iniziato le operazioni scientifiche sono stati resi disponibili due blocchi di dati: il primo nel 2016 costituito da 2 petabyte di dati ed il secondo a gennaio 2019, consistente in 1,6 petabyte. I dati delle survey sono accessibili nell'archivio Mikulski per i telescopi spaziali (MAST), che archivia anche i dati delle osservazioni a guida NASA in luce ottica e ultravioletto.

## Ricerca e risultati scientifici rilevanti
| 249520 Luppino          | 14 febbraio 2010  |
| 279397 Dombeck          | 16 febbraio 2010  |
| 296930 McLaren          | 13 febbraio 2010  |
| 296945 Ronaldlaub       | 16 febbraio 2010  |
| 301622 Chastel          | 16 febbraio 2010  |
| 301623 Wynn-Williams    | 16 febbraio 2010  |
| 353903 Kudritzki        | 30 agosto 2011    |
| 357243 Jefferies        | 18 ottobre 2011   |
| 359822 Hansboesgaard    | 24 settembre 2011 |
| 469219 Kamoʻoalewa      | 27 aprile 2016    |
| 472235 Zhulong          | 4 aprile 2014     |
| 487617 Ingethiering     | 20 ottobre 2012   |
| 487761 Frankbrandner    | 26 ottobre 2011   |
| 491984 Brunapontes      | 24 novembre 2011  |
| 501132 Runkel           | 25 marzo 2011     |
| 551082 Tsiongtiong      | 20 ottobre 2012   |
| 510466 Varna            | 24 novembre 2011  |
| 514107 Kaʻepaokaʻāwela  | 26 novembre 2014  |
| 517104 Redinger         | 8 marzo 2013      |
| 517894 Rolfrohwedder    | 22 agosto 2014    |
| 541983 Matthiaspenselin | 13 aprile 2012    |
| 543229 Matiganis        | 3 ottobre 2013    |
| 551510 Mariuszkukava    | 8 marzo 2013      |
| 554648 Olaffischer      | 20 ottobre 2012   |
| 560085 Perperikon       | 16 febbraio 2015  |
| 601476 Scharun          | 8 marzo 2013      |
| (680000) 2023 WX43      | 2 aprile 2019     |

- P/2010 T2 (PANSTARRS): la prima cometa scoperta dal programma Pan-STARRS; rilevata il 6 ottobre 2010[12], è un debole oggetto di magnitudine 20.
- 2010 ST3: primo NEA scoperto dal programma Pan-STARRS; l'oggetto di circa 30-65 m di diametro, passò a circa 6 milioni di chilometri a metà ottobre 2010. Le sue dimensioni sono simili al corpo che avrebbe provocato l'evento di Tunguska nel 1908,
- PSO J318.5-22: pianeta interstellare scoperto nel 2013[13].
- Grazie alle campagne osservativa di Pan-STARRS ed Apogee della Sloan Digital Sky Survey, è stata effettuata una mappatura in 3D della polvere galattica all'interno della Via Lattea.[14] Lo studio, che prevede una fase di approfondimento a maggio 2017, sonda la composizione chimica delle polveri e la sua distribuzione quantitativa in rapporto alle proprietà chimiche[15][16]
- Il 19 gennaio 2011 sono stati scoperti in una sola notte ben 19 asteroidi NEO, tutti successivamente confermati con osservazioni effettuate da telescopi maggiori situati sul Mauna Kea.[17]
- 2012 TC4: un asteroide appartenente al gruppo Apollo, scoperto nel 2012 e compreso tra i 10 e 30 metri, è stato oggetto di uno studio approfondito in occasione del suo fly-by avvenuto ad ottobre 2017, quando ha raggiunto una distanza minima di circa 50000 chilometri dalla Terra[18].[19]
- 2013 ND15: scoperto nel 2013, è l'unico asteroide troiano di Venere conosciuto.[20]
- 2015 TB145: scoperto nel 2015, si tratta di un asteroide near-Earth.
- 1I/'Oumuamua (noto anche come A/2017 U1), con un'orbita iperbolica è il primo oggetto potenzialmente non stellare scoperto dall'indagine.[21]
- 2020 SO: scoperto nel 2020, potrebbe essere il residuo di un razzo vettore lanciato nel 1966 e finito in orbita solare.
- 2023 FW13: è un asteroide scoperto nel 2023. La sua peculiarità è quella di avere un periodo di rivoluzione molto simile a quello terrestre. Unitamente alla sua distanza dalla Terra, circa 14 milioni di chilometri, fa sì che 2023 FW13 venga considerato informalmente una quasi-luna.[22]